# Klonownica Duża
Klonownica Duża – wieś w Polsce położona w województwie lubelskim, w powiecie bialskim, w gminie Rokitno.
| SIMC    | Nazwa  | Rodzaj |
| ------- | ------ | ------ |
| 0018276 | Serwin | osada  |

W latach 1975–1998 miejscowość administracyjnie należała do województwa bialskopodlaskiego.
Wieś jest sołectwem w gminie Rokitno. Według Narodowego Spisu Powszechnego z roku 2011 wieś liczyła 283 mieszkańców.
Miejscowość jest siedzibą rzymskokatolickiej parafii św. Jana Apostoła.  Zabytkowy kościół parafialny św. Jana Ewangelisty, został wzniesiony w latach 1854–1861 jako cerkiew unicka. Po likwidacji unickiej diecezji chełmskiej cerkiew została przekształcona w świątynię prawosławną, a następnie rewindykowana na kościół w 1918. 
Na południowy zachód od wsi znajduje się zabytkowy cmentarz prawosławny w Klonownicy Dużej, obecnie niegrzebalny.